# Beck’s
Beck’s — марка пива, производимого компанией Brauerei Beck & GmbH в Германии, город Бремен.
С 2002 года принадлежит международному концерну Interbrew (приобретено у частных владельцев за 3,5 миллиарда DM (1,8 млрд евро, 2,1 млрд USD))
Beck’s производилось много лет в Намибии, которая до Первой мировой войны была немецкой колонией.
Сегодня оно производится в Германии, а так же по лицензии в  Болгарии,  Австралии, в Сербии (Апатинская пивоварня), Черногории, Китае, Нигерии, Румынии, Турции, Боснии и Герцеговине, России (Клинский, Пушкинский, Омский заводы), Украине (Чернигов).
Пивоваренный завод был основан в 27 июня 1873 под названием Kaiserbrauerei Beck & May o. H.G. Людером Рутенбергом (8 февраля 1816 — 14 июня 1890), Генрихом Беком и Томасом Маем. В 1875 году Томас Май покинул пивоваренный завод, который переименовали в Kaiserbrauerei Beck & Co. Логотип марки является зеркальным отражением герба города Бремена.

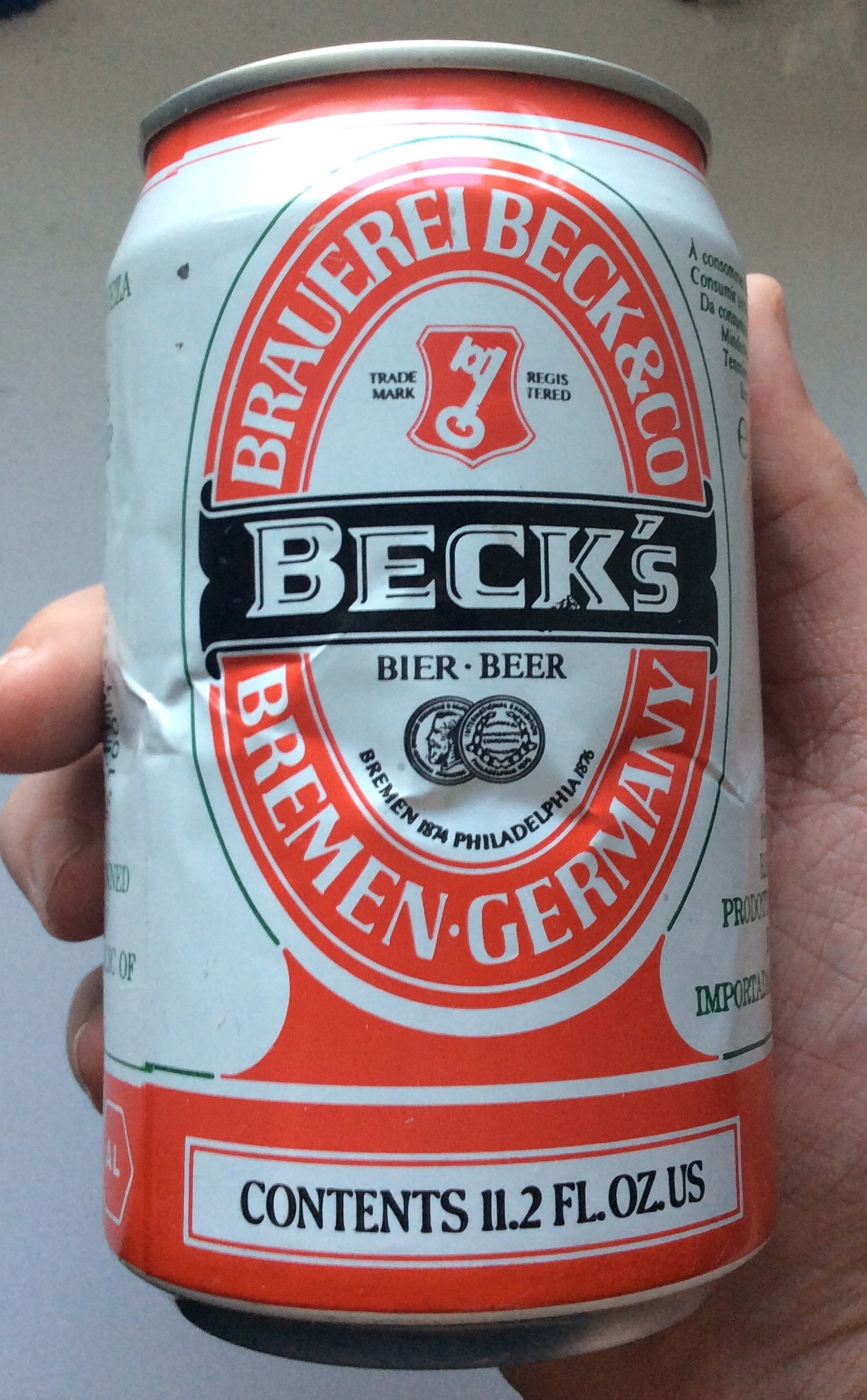
Банка алюминиевая от пива Beck’s.
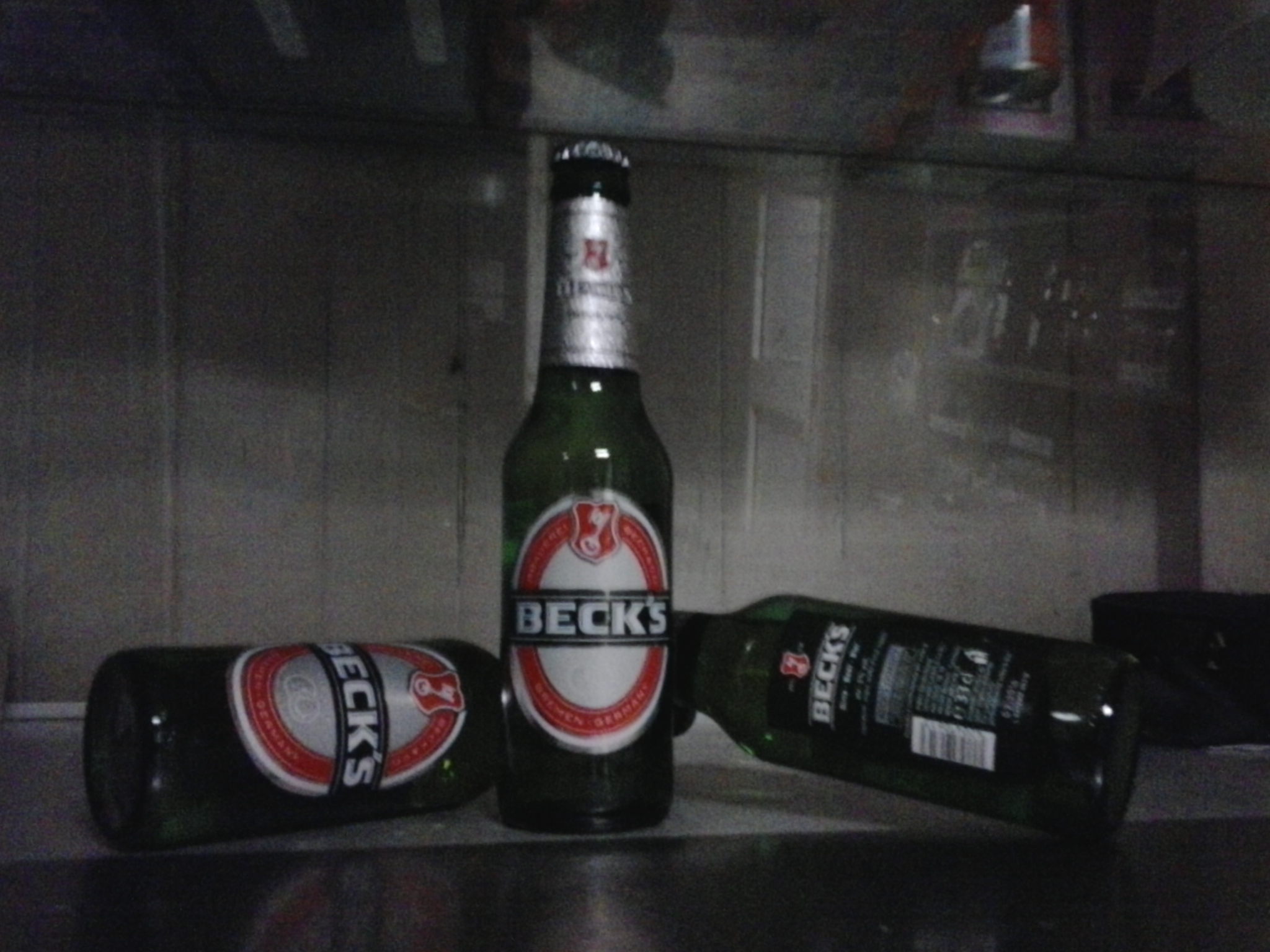
Пиво с стеклянных бутылках.